# Rosca bíceps

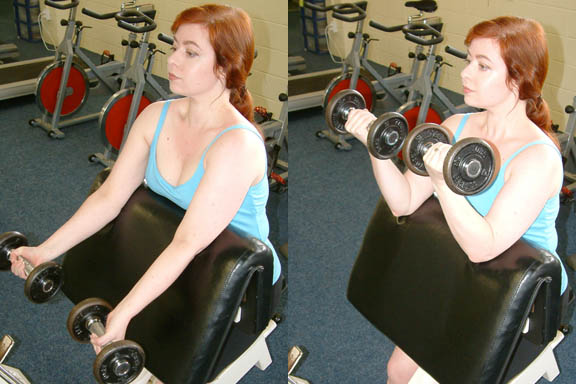
A rosca bíceps às vezes é realizada em um banco, o que ajuda a manter a porção superior do braço (acima do cotovelo) imóvel.

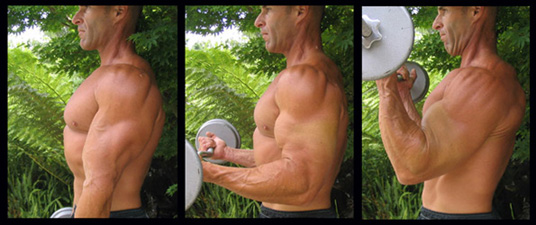
Três momentos de uma repetição de rosca direta

A rosca bíceps é qualquer um de vários exercícios de treinamento com pesos que tem como foco o músculo bíceps braquial.
O exercício pode ser realizado em aparelho específico, trabalhando a parte inferior do bíceps. Também pode ser realizado da forma tradicional com o auxílio de halteres ou barra de peso, a rosca direta, trabalhando toda a região do bíceps. Também fazendo uso de halteres, a rosca alternada é uma variação da rosca direta em que a supinação é feita alternadamente em cada braço.